# Пам'ятник ніжинському огірку

2009 рік

Пам'ятник ніжинському огірку — пам'ятник, який уславлює ніжинські огірки та майстрів їх соління в місті Ніжині Чернігівської області.
Згідно з повідомленням, поширеним під час відкриття пам'ятника, на той час це був перший пам'ятник овочу на території України.

## Загальна інформація
Пам'ятник ніжинському огірку розташований у скверику неподалік корпусів Ніжинського консервного комбінату (вул. Шевченка, буд. 160), що є, власне, головним виробником відомого в Україні та за її межами продукту.
Автор проекту — місцевий митець Леонід Воробйов.

## Опис
Пам'ятник являє собою скульптурне зображення погрібця (льоху) та діжки з ніжинським огірком. Таким чином, скульптурна композиція імітує льох як традиційне місце для зберігання і консервації овочів, діжу, в якій за старих часів засолювали ці овочі, і власне сам ніжинський огірок.
Сам огірок з граніту рідкісного (для України) зеленого кольору важить понад 50 кілограмів, а брилу, з якої він зроблений, привезли з Італії, причому італійці, дізнавшись про ідею пам'ятника, суттєво знизили ціну на матеріал.

## З історії пам'ятника
Пам'ятник ніжинському огірку було урочисто відкрито 16 грудня 2005 року.
Ідея створення пам'ятника належала Ніжинському міськвиконкому, була підтримана місцевим консервним комбінатом і радо сприйнята місцевими мешканцями.
Від часу створення пам'ятки вона декілька разів піддавався вандальним діям — зокрема, з постаменту (імпровізований льох) періодично відривають літери.

## Виноски
1. ↑  У Ніжині поставили пам'ятник огірку. Вчора відбулося офіційне відкриття пам'ятника ніжинському огірку в м. Ніжин. Про це УНІАН повідомили в прес-службі Корпорації Fozzy Group. [Архівовано 6 листопада 2020 у Wayback Machine.] // повідомл. від 17 грудня 2005 року на fakty.com.ua, «Факти ICTV». Новини культури [Архівовано 5 вересня 2020 у Wayback Machine.]
2. ↑  Галчин Олексій, Травінцева Ганна Ніжинський огірок не в банці, а в граніті. [Архівовано 12 березня 2016 у Wayback Machine.] // «Україна Молода» №м 238 за 20 грудня 2005 року
3. ↑  Пам'ятник ніжинському огірку знову «обскубли»[недоступне посилання з липня 2019] на www.city.nezhin.com/forums/ (Ніжинський міський вебфорум)[недоступне посилання з липня 2019]